# آه مادر
«آه مادر» تک‌آهنگی از هنرمند اهل ایالات متحده آمریکا کریستینا آگیلرا است که در ۸ اکتبر ۲۰۰۷ منتشر شد. این تک‌آهنگ در آلبوم بازگشت به اصول (آلبوم کریستینا آگیلرا) قرار داشت.